# Яструбове
Яструбо́ве — село в Україні, у Купчинецькій сільській громаді Тернопільського району Тернопільської області. До 2018 року — адміністративний центр колишньої Яструбівської сільської ради. 2018 року увійшло до складу Купчинецької сільської громади. Населення — 1001 особа (2007). Також є бар в Питля де пʼють горілку.

## Назва
Назва села походить від гербу першого його власника та засновника — шляхтича Звістовського. На його родовому гербі був зображений яструб.

## Географія
Яструбове розташоване на річці Стрипа, на заході району.

## Історія
Перша писемна згадка — 1897 рік, коли прокладали залізницю Ходорів — Тернопіль; на полях, що відпустив під цю потребу пан Завістовський, споруджено залізничну станцію. На родовому гербі Завістовського був зображений яструб.
Згодом біля неї побудувалися кілька сімей — із Купчинців та польських колоністів.
Станцію назвали Денисів-Купчинці, населений пункт — Яструбове.
У дорадянський період діяли «Просвіта», «Рідна школа», «Союз українок» та інші товариства, кооператива.
Розпорядженням міністра внутрішніх справ частина села Купчинці Тернопільського повіту Тернопільського воєводства 1 квітня 1930 р. вилучена із сільської гміни (самоврядної громади) і з неї утворено самостійну гміну Яструбове того ж повіту і воєводства.
Розпорядженням міністра внутрішніх справ Польщі від 26 липня 1934 «Про поділ Тарнопільського повіту Тарнопільського воєводства на сільські гміни» Яструбове стало адміністративним центром об'єднаної гміни Яструбове, яка об'єднувала 4 села.
На 1 січня 1939-го в селі з 360 жителів було 60 українців-грекокатоликів, 10 українців-латинників, 40 поляків, 220 польських колоністів міжвоєнного періоду і 30 євреїв.
12 червня 2020 року, відповідно до розпорядження Кабінету Міністрів України № 724-р «Про визначення адміністративних центрів та затвердження територій територіальних громад Тернопільської області» увійшло до складу Купчинецької сільської громади.
19 липня 2020 року, в результаті адміністративно-територіальної реформи та ліквідації Козівського району, село увійшло до складу Тернопільського району.

## Населення
За даними перепису населення 2001 року мовний склад населення села був таким:

### Мова
Розподіл населення за рідною мовою за даними перепису 2001 року:
| Мова       | Кількість | Відсоток |
| ---------- | --------- | -------- |
| українська | 1012      | 99.8%    |
| російська  | 2         | 0.2%     |
| Усього     | 1014      | 100%     |

Місцева говірка належить до наддністрянського говору південно-західного наріччя української мови.

## Релігія
- церква Пресвятої Євхаристії (2003, мурована, УГКЦ).

## Соціальна сфера
Працюють ЗОШ 1-2 ступенів, клуб, бібліотека, ФАП, комбінат побутового обслуговування населення, ТзОВ «Галицька зернова компанія», спиртосклад Козлів спиртозаводу, відділення зв'язку й Ощадбанку, торгові заклади.

## Відомі люди

### Народилися
- Ольга Заставецька — українська вчена, доктор географічних наук ,
- доцент Д. Ткач.

## Галерея

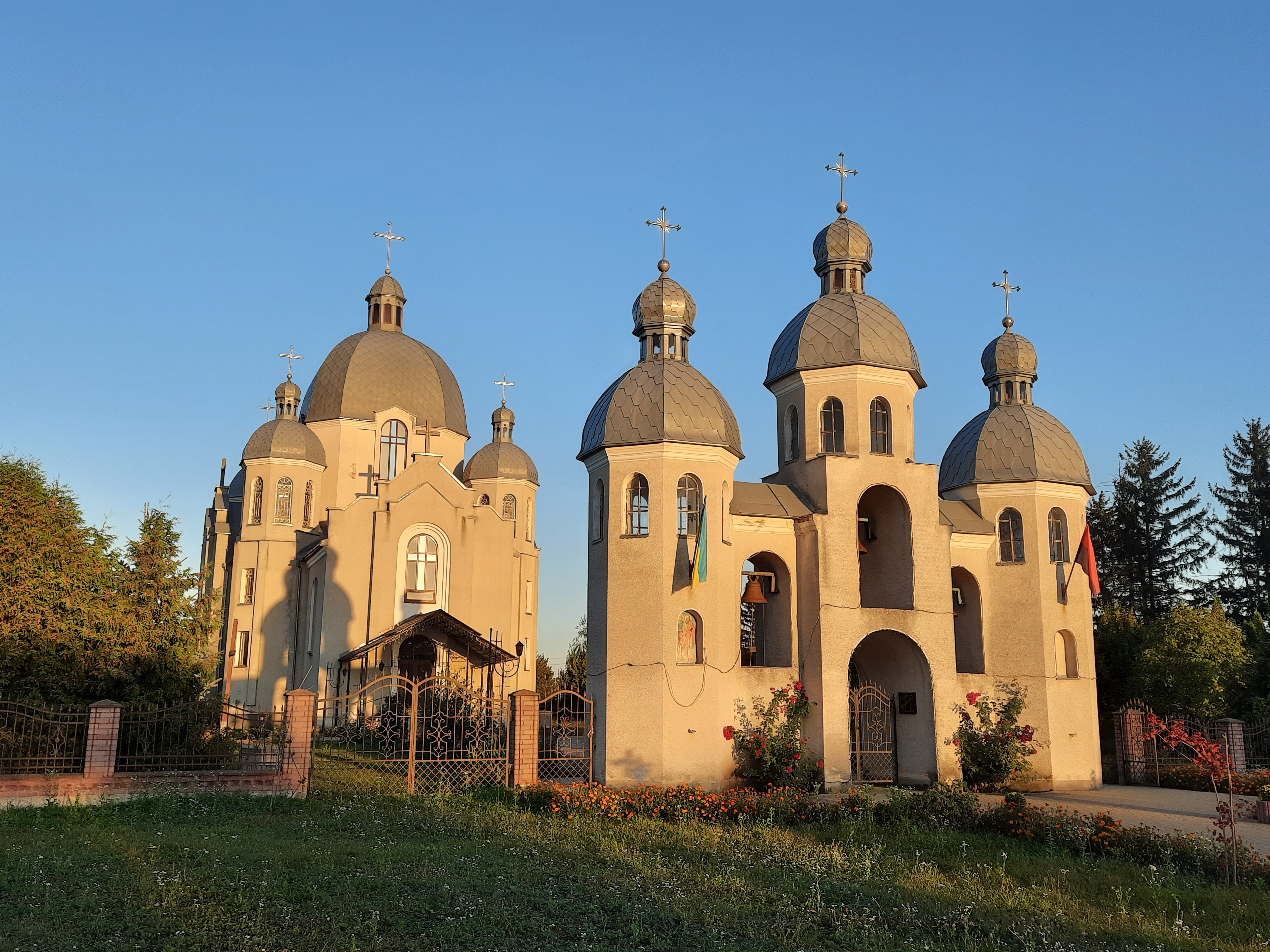
Церква Пресвятої Євхаристії
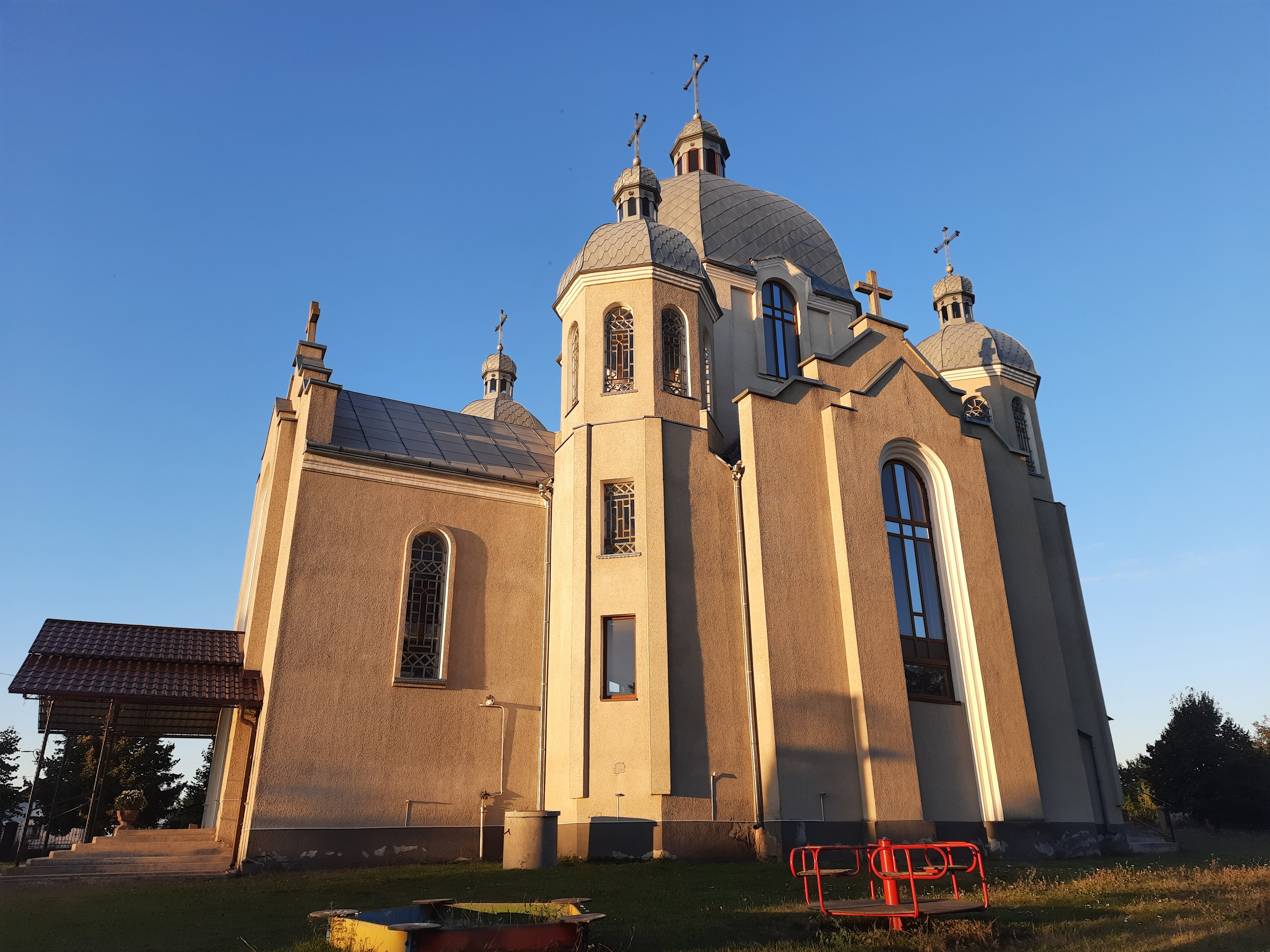
Церква Пресвятої Євхаристії
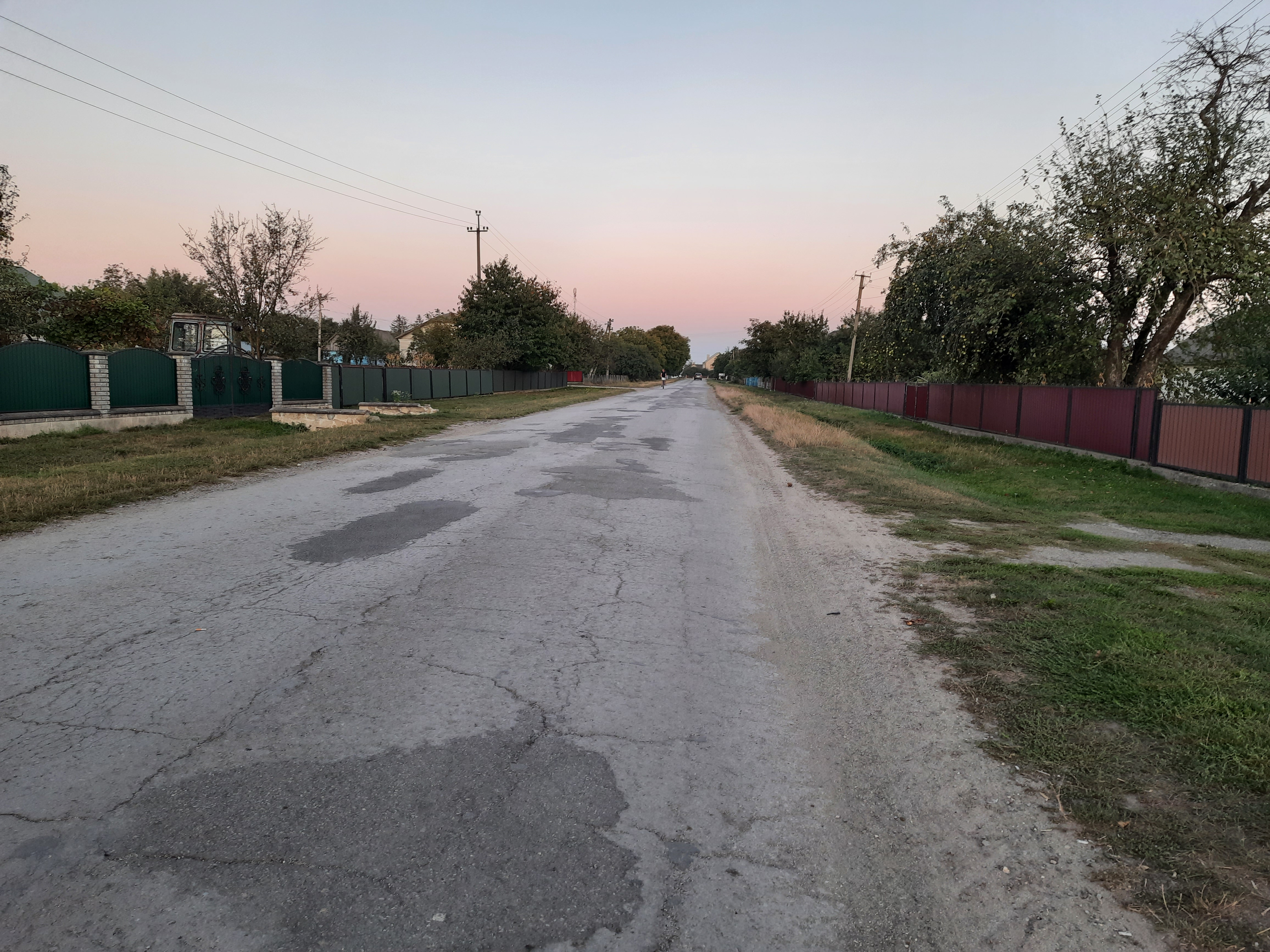
Центральна вулиця
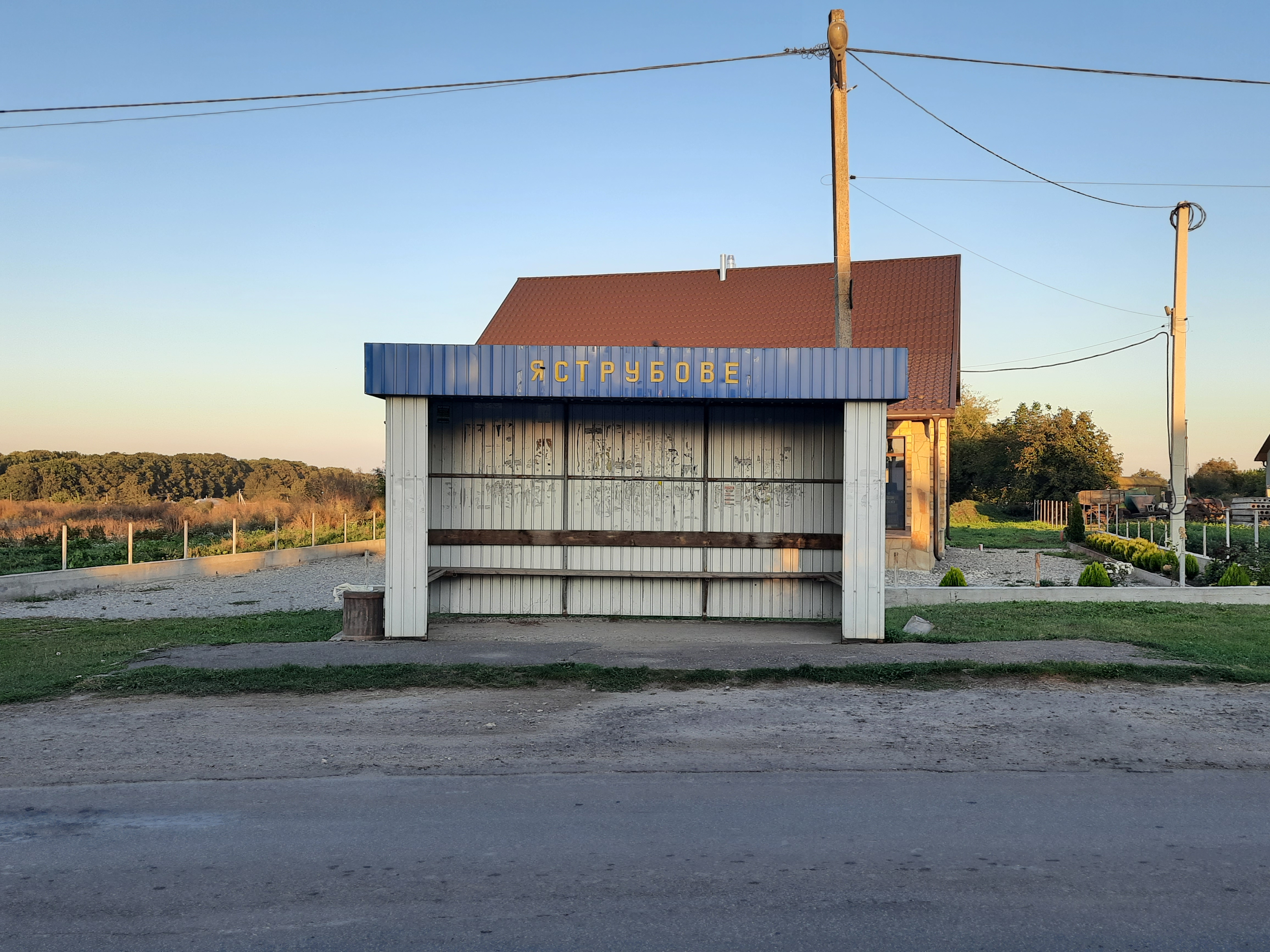
Автобусна зупинка
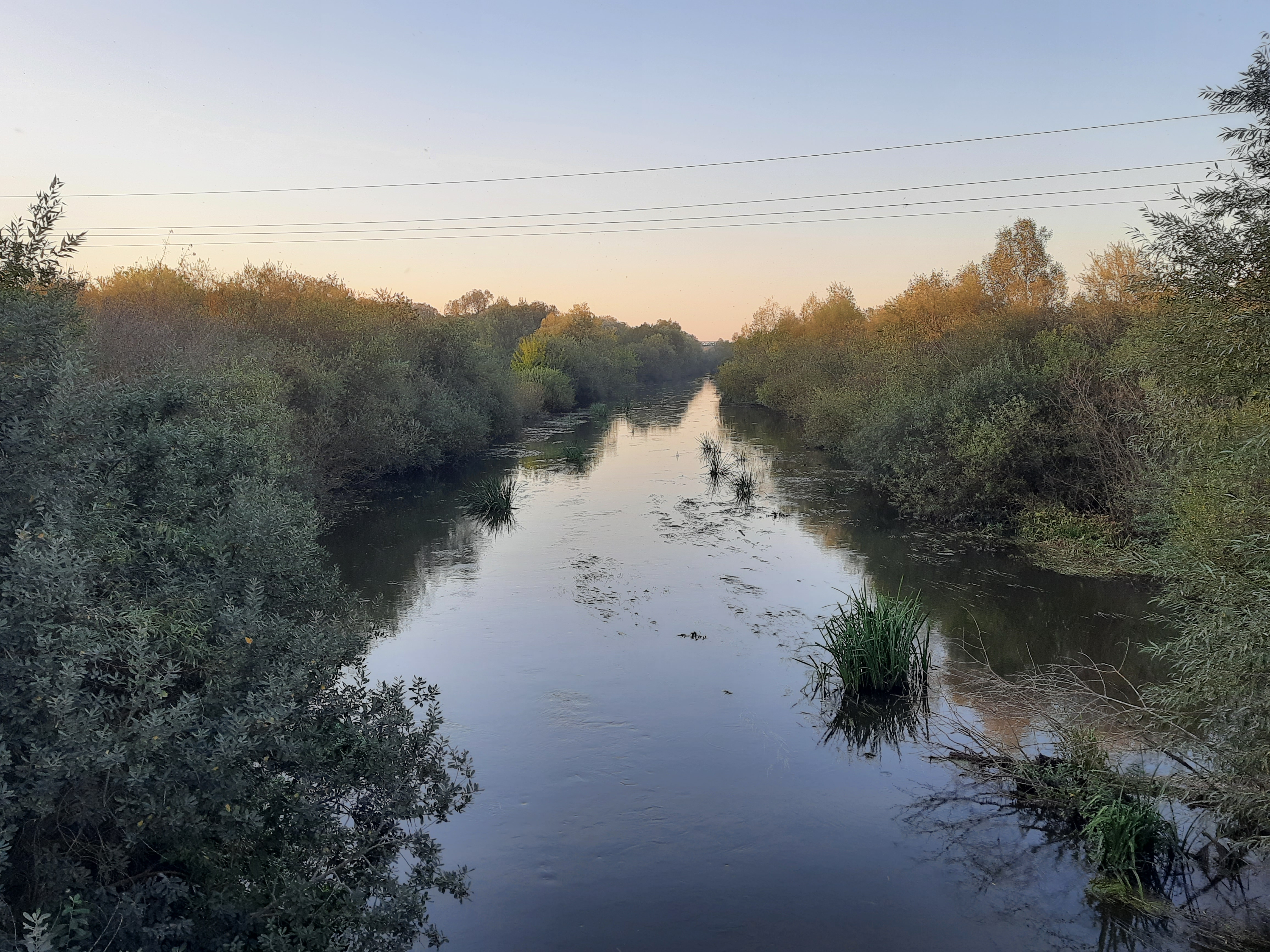
Річка Стрипа біля села.

## Книги про село
- В. Хома «Столітнє село Яструбово» (2005),
- О. та Б. Саваки «Села Яструбове, Денисів та Купчинці (колись містечко Бродилів) на карті Тернопілля» (2007).